# قانون تابعیت بلغارستان
قانون تابعیت بلغارستان (انگلیسی: Bulgarian nationality law) توسط قانون اساسی بلغارستان (ماده ۲۵ و ۲۶) ۱۹۹۱ و قانون شهروندی ۱۹۹۹ (با در نظر گرفتن اصلاحیه‌هایی که در سالهای مختلف تا سال ۱۹۹۹ بر روی آن انجام گرفت) مشخص می‌گردد.
این قانون بیشتر بر اساس اصل خون پایه‌ریزی شده‌است؛ اگرچه، بعد از ۵ سال اقامت در بلغارستان، کسب شهروندی امکان‌پذیر است. اعطای تابعیت بر مبنای اقامت در اقسام خاصی از حالت‌ها؛ ازدواج یا بر اساس اصالت و تبار فرد یا با صلاحدید دولت بلغارستان به افراد لایق قابل حصول است. وزارت دادگستری بلغارستان، متصدی بررسی تقاضانامه‌های شهروندی است.
هم چنین هر شهروند بلغاری، شهروند اتحادیه اروپا محسوب می‌گردد.